# Seran Sargur
Seran Sargur (* 1980 in Frankfurt am Main) ist der Sendeleiter von Kanal Avrupa, einem türkischsprachigen Fernsehsender in Deutschland. Sargur ist der jüngste Programmdirektor Deutschlands.
Zuvor war Sargur journalistisch für den türkischen Fernsehsender ATV tätig. Ein Interview für ATV mit dem in Deutschland lebenden Unternehmer Ali Akbaş mündete in eine Zusammenarbeit zwischen dem Journalisten und dem Besitzer zweier Musiklabels, die 2005 zur Gründung des Senders führte, mit dem man „zur besseren Integration der in Europa lebenden türkischstämmigen Migranten beitragen“ wolle.